# Alois Piňos
Alois Piňos (2. října 1925 Vyškov – 19. září 2008 Brno) byl český hudební skladatel, publicista, hudební organizátor a pedagog. Patří mezi zakladatele tzv. české „nové hudby“, která se prosadila v šedesátých letech 20. století, tehdy byl jedním z jejích nejvýraznějších představitelů.
Příležitostně užíval uměleckého jména Alois Simandl Piňos, které vycházelo z rodného příjmení manželky Ludmily.

## Život
V letech 1945–1949 vystudoval lesnický odbor Vysoké školy zemědělské v Brně. Hudební teorii a kompozici studoval nejprve soukromě u Viléma Blažka a Miroslava Barvíka. Absolvoval abiturientský kurz na konzervatoři v Brně u Viléma Petrželky a v roce 1953 dokončil studium kompozice na Hudební fakultě Janáčkovy akademie múzických umění v Brně u Jaroslava Kvapila. Od roku 1953 působil na této škole jakož učitel hudební teorie a kompozice.
V roce 1969 se Piňos na JAMU habilitoval na základě Koncertu pro orchestr a mgf. pás a teoretické studie Vyvážené intervalové řady. V roce 1990 byl jmenován profesorem skladby.
Byl spoluzakladatelem „Tvůrčí skupiny A“, orchestru pro novou hudbu „Studio autorů“, sdružení „Camerata Brno“, uměleckého sdružení „Q“, Společnosti elektroakustické hudby a členem „Ateliéru '90 Praha“, pražské Umělecké besedy a české sekce Mezinárodní společnosti pro soudobou hudbu. Pomáhal organizovat festivaly „Expozice experimentální hudby“ a „Expozice nové hudby“. Byl žádaným členem mnoha mezinárodních skladatelských porot, vyučoval na mistrovských kurzech a přednášel na vysokých hudebních školách a na mezinárodních konferencích po celé Evropě. V letech 1984–1994 byl stálým docentem na Mezinárodních prázdninových kurzech pro Novou hudbu v Darmstadtu a pracoval i pro Westdeutscher Rundfunk Köln.
Na Janáčkově akademii múzických umění v Brně vychoval celou generaci nadějných mladých skladatelů. Mezi ně patří například Miloš Štědroň, Petr Kofroň, Jiří Kollert, Daniel Forró či Ivo Medek.

## Dílo
Komponoval díla mnoha klasických hudebních žánrů. Od komorních a vokálních děl až po díla symfonická. Vedle toho se hluboce zajímal o netradiční formy. Vytvářel hudební happeningy, nové hudební divadlo, pódiové (scénické) produkce i audiovizuální kompozice. Jako jeden z prvních českých skladatelů se věnoval elektroakustické hudbě. Je také průkopníkem týmové kompozice. Spolu s Ivo Medkem a Milošem Štědroněm založil skladatelský tým, který vytvořil několik zajímavých kolektivních skladeb.
V době svých začátků pro něj byl charakteristický drsný a disonantní zvuk se sklonem ke grotesknosti, k určité bizarnosti až specifickénu humoru. V pozdější tvorbě se u něj objevily další jemně delikátní a křehké polohy, pro něž byla charakteristická zvuková svoboda, svébytná melodičnost, jakož i lidsky existenciální a obecná spirituální témata.
Vedle kompoziční a pedagogické činnosti se zabýval rovněž hudební teorií. Jeho nejznámějším dílem je monografie Tónové skupiny (Praha 1971, anglicky Brno 2001). V letech 1969–1989 byla jeho tvorba komunistickým režimem z ideologických důvodů umlčována.

## Zajímavá hudební prvenství
- průkopník experimentální hudební kompozice kombinující hru orchestru s různými technickými prostředky, například s magnetofonovým páskem – Koncert pro orchestr a magnetofonový pásek z roku 1964
- týmová kompozice (1969–1971)
- průkopnická činnost na poli audiovizuálních děl
- hudba, jež byla vytvořena ze zvuků krápníků, jednalo se o tzv. speleofonii (1976)